# Obra matemàtica de Karl Marx

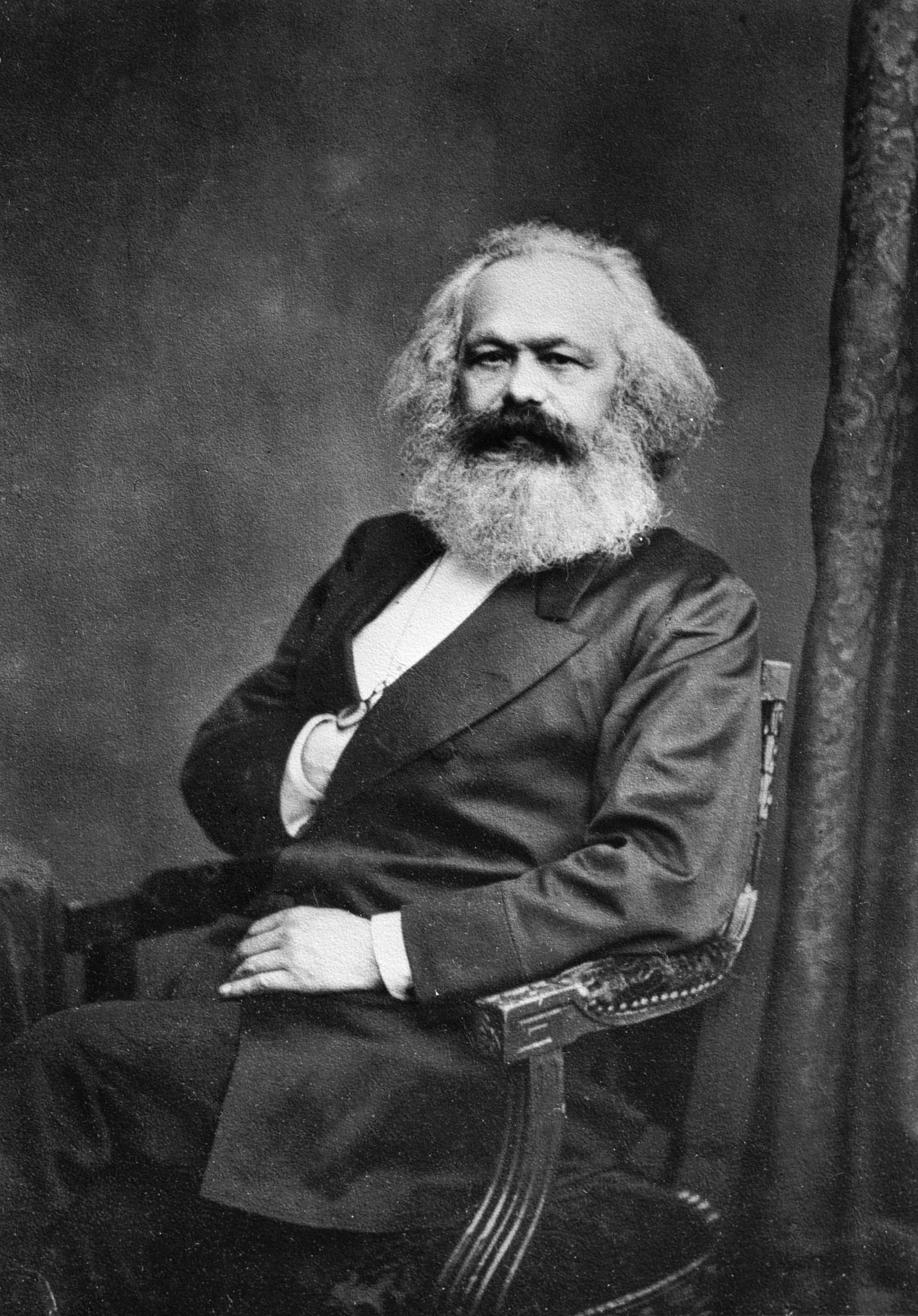
Karl Marx

Karl Marx és conegut com a filòsof, humanista, intel·lectual, com a pensador revolucionari. Són famosos els seus estudis econòmics i sociològics, és sabut que era un visionari: va predir abans que ningú l'existència de cicles econòmics; quelcom del que avui tots hem sentit a parlar sovint, en un període en què la Revolució Industrial no havia fet res més que començar. No obstant això, poca cosa se sap sobre la seva gran afició per les matemàtiques, ni de l'existència dels seus estudis i tractats matemàtics. Marx va dedicar tota la seva vida a l'estudi dels fenòmens socials, i va voler fer-ho amb tal rigor que va acabar lliurat a l'estudi i ús exclusiu de les matemàtiques. No existeix cap edició dels seus papers matemàtics que ens permeti saber fins a on va arribar, tot el que se'n sap de la seva obra matemàtica ens ha arribat gràcies a les nombroses cartes publicades que intercanviava majoritàriament amb Engels i amb altres pensadors de l'època. De fet, Karl Marx no va publicar en vida més que articles periodístics. Fins i tot la seva gran obra, El capital, va ser publicada per Engels anys després de la seva mort.

## Història
Karl Marx neix al Regne de Prússia, part de l'actual Alemanya, en plena monarquia, en el si d'una família jueva de classe mitjana acomodada i amb amplis interessos intel·lectuals, la qual va poder proporcionar-li l'accés a la formació universitària. La seva situació li permet ser testimoni del gran canvi social que portarà a la formació de les noves classes socials i d'un nou model de producció.

## Origen del seu pensament

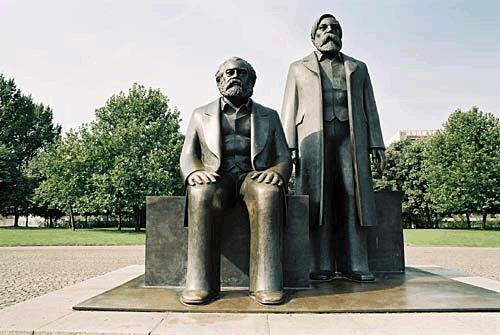
Estàtua de Marx i Engels a Berlín

Marx comença a estudiar filosofia a Berlín, on coneix el que serà el seu íntim amic de per vida, Engels, i coincidint amb la mort de Hegel, la qual cosa provoca que durant aquest període totes les converses dels universitaris se centrin en les seves idees. La més significativa és la del concepte de "dialèctica".
La dialèctica és un procés mitjançant el qual, en oposar-se una tesi o realitat (concepcions, tradicions, idees, etc.) i una antítesi (problemes, contradiccions, etc.) sorgeix una realitat nova, anomenada síntesi de les anteriors. Això comporta una transformació de la realitat alhora que una forma nova d'entendre-la.

## Desenvolupament del seu pensament
Marx aplica aquest concepte filosòfic a la realitat social i a la història, com a mètode sistemàtic per observar i entendre les transformacions socials.
A més, entén aquest procés com un procés dialèctic. És a dir, creu que l'ésser humà (agent) i la natura (pacient) es modifiquen mútuament fins a arribar a l'estructura social del moment; creu que es determinen successivament l'un a l'altre.
A partir d'aquestes idees, juntament amb Engels, desenvolupa el materialisme històric. El seu objectiu és investigar, analitzar, entendre i predir la realitat sense pressupostos ni prejudicis ideològics, és a dir, busca desenvolupar un mètode empíric per analitzar la realitat. Volen analitzar el capitalisme tenint en compte el seu caràcter històric i transitori, i no com una cosa estàtica o producte d'una evolució natural. El materialisme històric recolza en les dades, resultats i avenços de la ciència. En aquest punt Marx comença a interessar-se, ja no sols per l'economia com a estri, sinó cada vegada més per les matemàtiques com a eina necessària per a interpretar la realitat econòmica, política i social.

## Inici del seu viatge matemàtic
Com s'ha dit ja prèviament, el que Marx busca és analitzar la realitat social tenint en compte el seu constant desenvolupament i evolució, en el seu auto-moviment. I precisament per això se centra en l'estudi del càlcul infinitesimal.

### Definició i història
El càlcul és un mètode o sistema de quantificació guiat per la manipulació simbòlica de les expressions. La relació existent entre els símbols depèn dels connectors lògics utilitzats, sempre emmarcats dins del mètode.
La paraula infinitesimal designa una quantitat infinitament petita. La definició del concepte infinitesimal ha estat una discussió recurrent en la història, des de la teoria dels indivisibles de Cavalieri, passant per Newton i Leibniz, fins als conceptes topològics actuals.
El càlcul infinitesimal inclou l'estudi dels límits, les derivades, les integrals i les sèries finites. Per tant, constitueix gran part de les matemàtiques modernes, construint aquesta gran torre epistemològica.
El càlcul infinitesimal és l'estudi del canvi i, per tant, té moltes aplicacions; és l'eina amb la qual es poden resoldre problemes que l'àlgebra, per si sola, no pot.
Les matemàtiques, abans del càlcul diferencial i integral, eren matemàtiques que treballaven amb ens fixos en l'espai, en els quals no existia el temps. Tals "models" matemàtics només podien descriure uns quants sistemes que se suposaven molt poc variables en el temps.
El càlcul diferencial i integral neixen a conseqüència de la voluntat de descriure sistemes que evolucionen en el temps; per tant, aquesta nova matemàtica "avançada" havia de trencar amb el vell esquema de la lògica formal, en el qual aquesta quedaria reemplaçada per una nova filosofia, és a dir, una filosofia d'acord amb els canvis del temps, una nova lògica, la lògica del moviment, és a dir, el materialisme dialèctic.

Derivada d'una funció

### La derivada
La derivada té la característica de ser una variació instantània, en ser una successió de quocients d'intervals cada vegada més petits (procés de pas al límit), en què el numerador representa la variació de la funció i el denominador representa la variació de la variable independent.
El misticisme del càlcul
La seva obsessió principal era entendre el funcionament del capitalisme i, per això, va estudiar els problemes de circulació del capital que es produeixen en el sistema capitalista, i la funció de les lletres de canvi en les comptabilitats dels estats. Per aprofundir en aquests temes recorre a l'estudi de l'aritmètica comercial, però es troba davant del mateix problema: necessita analitzar els fenòmens econòmics i socials en la seva pròpia evolució. Així que tracta d'aplicar el mètode del càlcul infinitesimal, però en aprofundir-hi, descobreix una cosa que el trasbalsa: el misteri que envoltava el càlcul infinitesimal. Acabava de néixer en el seu interior una nova obsessió, un nou repte: eliminar aquest vel de misteri. Per demostrar que la dialèctica materialista era una realitat, una llei, havia de complir les propietats de les ciències exactes, havia d'eliminar aquest obstacle i resoldre el misteri.

Carta d'Engels a Marx:
"En introduir les magnituds variables i en estendre la seva variabilitat fins allò infinitament petit i allò infinitament gran, les matemàtiques, de costums habitualment morigerats, han comès un pecat: han menjat el fruit de l'arbre del coneixement, que els ha obert el camí dels resultats més gegantins, però també el dels errors. Adéu a l'estat virginal de validesa absoluta, d'irrefutable demostració en què es trobava tot el que era matemàtic; es va inaugurar el regne de les controvèrsies, i ara hem arribat al punt en què la majoria de les persones utilitzen el càlcul diferencial o integral no perquè entenguin el que fan, sinó per fe cega, perquè fins ara els resultats són sempre justos."
Comença a estudiar de manera autònoma, recorre als millors manuals de l'època per aconseguir-ho. Comença pel mètode de Newton, que acaba descartant per ser-ne massa complexes les resolucions, passa pel mètode de Leibniz, agafa idees de D'Alembert i Lacroix, fins a teoremes de Mac Laurin, Lagrange, etc. Després d'haver reunit i comentat tanta informació, Marx comença a elaborar el seu propi mètode.
No obstant això, no existeix cap obra editada que recopili tots els seus escrits. Se sap que el govern rus conserva milers dels seus manuscrits matemàtics, però que, ara per ara, no són editables.

## Obra matemàtica de Marx

### Idees
- Comencen a aparèixer amb més freqüència les nocions de funció i la de {\displaystyle dx/dy} en substitució del {\displaystyle 0/0} .
- Proposa un procés de diferenciació "algebraica" per a certs tipus de funcions.
- Busca un procés "real" per trobar la funció derivada: vol trobar un algorisme que permeti saber si, per a una funció determinada, hi ha una derivada i en aquest cas, com trobar-la.
- El límit no té una resolució algorítmica, de manera que observa que molts problemes només admeten solucions per a alguns tipus de funcions.
- Les funcions que més interessen a Marx, com és coherent amb els seus interessos, són les analítiques, és a dir, funcions desenvolupables en sèries completes, les quals presenta com a objecte de diferenciació algebraica.
- Marx ja planteja problemes com ara els diferents sentits d'una funció: "procedents de x" o "anant cap a x", insisteix especialment en com s'ha de representar el canvi de variables, i en què consisteix la dialèctica d'aquest canvi.
- Donat que en la realitat només es pot fixar cada valor de manera aproximada, les hipòtesis necessàries sobre les quals se sustenta el càlcul diferencial haurien de permetre trobar l'expressió de {\displaystyle f'(x)} d'una determinada funció {\displaystyle f(x)}, sense utilitzar cap informació sobre el valor exacte de qualsevol variable, és a dir, tan sols a partir de l'expressió de {\displaystyle f(x)}.
- Sosté que no tots els canvis es poden generalitzar amb l'addició d'un increment qualsevol. En canvi, creu que quan s'ha d'avaluar el resultat d'un canvi ja efectuat, sí que podem parlar d'increment.
- Marx volia arribar a resoldre funcions de gran dimensió, les que es necessiten per a explicar els fenòmens socials, però era conscient de la limitació del càlcul. Això deixa entreveure una petita aproximació a les dimensions fractals i la teoria del caos per part de Marx.

Marx sobre les variacions de les variables:
"Encara que en {\displaystyle x+\Delta x}, {\displaystyle \Delta x} estigui tan indeterminada en {\displaystyle x} magnitud com la pròpia variable indeterminada, de tota manera {\displaystyle \Delta x} està indeterminada com a magnitud concreta diferent de {\displaystyle x}, de la mateixa manera que un fetus fa amb la seva mare des del moment en què està encinta".
Per a Marx, l'autèntic secret del càlcul diferencial consisteix en el fet que, per definir el valor de la funció derivada del punt x (en el qual existeix la derivada) no n'hi ha prou amb sortir a l'entorn d'aquest punt x1, i crear la relació incremental vista anteriorment, és a dir {\textstyle f(x_{1})-f(x)/x_{1}-x}, sinó que cal retrocedir al punt x, però indirectament: 
Tornant a ell, però, indirectament i d'una forma una mica particular, unida a la definició concreta de la funció {\displaystyle f(x)}, en la mesura que la simple suposició {\displaystyle x=x}1 en l'expressió {\textstyle f(x_{1})-f(x)/x_{1}-x} la converteix en {\displaystyle {\frac {f(x_{1})-f(x_{1})}{x_{1}-x}}}, és a dir, en un absurd. De fet, en diversos escrits, substitueix la noció de "límit" per "expressió absolutament mínima". Marx no rebutjava tots els mètodes de càlcul, però sostenia que havia d'explicar el "secret del seu èxit" per poder considerar-lo com a coneixement racional.

### El dilema universal del càlcul infinitesimal
A Marx, el va obsessionar tant el misticisme que havia acompanyat sempre al càlcul que va dedicar part dels seus últims anys a escriure sobre la història del càlcul infinitesimal i identificar els seus períodes fonamentals. Igual que la resta dels seus estudis matemàtics, mai es va arribar a editar la seva obra, però es conserven diversos esborranys, gràcies als quals sabem que el distingia en tres etapes fonamentals:
1. El càlcul diferencial místic de Newton i Leibniz
2. El càlcul diferencial racional d'Euler i D'Alembert
3. El càlcul purament algebraic de Joseph Louis Lagrange

1. En les teories de Newton i Leibnitz no es veien arrels algebraiques, procedien a partir de les seves fórmules operatives sense explicar-les, cosa que provocava que el seu mètode, el nou càlcul infinitesimal, semblés un procediment independent de l'àlgebra. Un mètode amb certes arrels misterioses o metafísiques, que portaven a resultats metafísics i, per això mateix, no genuïnament matemàtics. Fins i tot ells mateixos creien que el seu càlcul era una cosa misteriosa. Creien que havien descobert un càlcul que els oferia resultats correctes amb mètodes errats. Marx creia que s'havien enganyat a si mateixos.
2. Per a ell, el càlcul diferencial racional de D'Alembert i Euler apareix com l'etapa següent en el desenvolupament. Arriba al mateix punt de què partien Newton i Leibniz, però arriba com a resultat d'un desenvolupament, com un estadi final conseqüència d'un desenvolupament algebraic. D'Alembert considera l'aportació de la h com l'"operació matemàtica justa". I procedeix amb el conegut "pas al límit" des d'on arriba així a la derivada {\displaystyle dx/dy}. Marx afirma, però, que en aquest procés encara no apareix l'autèntica dialèctica.
Aquest "pas al límit" anava precedit del desenvolupament de l'expressió {\displaystyle f(x+h)} en sèrie a partir de les potències senceres de h, i en primer grau trobàvem {\displaystyle f'(x)}. Per la qual cosa, el problema consistia a alliberar l'expressió {\displaystyle f'(x)} de h' s.
Marx no creu que aquest procés sigui dialèctic, ja que el coeficient real desconegut es genera sota la forma acabada d'un teorema sobre el binomi. Considera que la h és un luxe de què "cal desembarcar" per fer autèntica dialèctica.
3. Els resultats anteriors van portar Lagrange a desenvolupar la seva teoria. Pretenia desfer-se d'aquest "llast" i va voler descriure el càlcul de forma purament algebraica. La seva teoria es va desenvolupar a partir de les aproximacions de la derivada per polinomis que Taylor havia desenvolupat en les seves sèries, i de les teories de Mac Laurin. Marx va creure que les noves teories de Taylor i MacLaurin eren les eines que permetien completar el càlcul infinitesimal, ja que establien una relació entre la "vella mística" i la nova definició algebraica, però aviat es va adonar que les teories algebraiques no estaven definides en "general". Lagrange havia intentat generalitzar per a qualsevol f l'expressió {\displaystyle f(x+h)=f(x)+ph+ph^{2}} ... p, q, r ..., i sostenia que p, q i r eren noves funcions de x independents de h, i "generades" per {\displaystyle f(x)}. Malgrat tot això, com és sabut, aquesta fórmula mai va ser demostrada, ja que encara no hi havia eines suficients per a revestir el càlcul infinitesimal.
Per a Marx el mètode de Lagrange és l'"algebrització" de la fórmula obtinguda per Taylor com a conclusió del mètode de Newton i Leibnitz corregit per D'Alembert. Pensava, per tant, que els uns sense els altres no podrien haver existit. Per tant, creu que s'ofereix l'exemple d'un cas que ha de ser l'aplicació dels mètodes del materialisme dialèctic a una ciència com la història de les matemàtiques.

## Les matemàtiques i el materialisme
La concepció marxista de la realitat, el materialisme dialèctic, tracta d'explicar els diferents fenòmens de les ciències naturals o socials com a processos dinàmics sotmesos a contradiccions i tensions que s'acumulen i esclaten de manera brusca i donen lloc a nous processos.
Per contra, fins a les més teòriques de les ciències, les matemàtiques, són una abstracció provinent de la generalització de l'experiència humana durant generacions. En les mateixes matemàtiques, l'acumulació de coneixement ha provocat un enorme salt endavant, amb la unió de la geometria fractal i la teoria del caos als anys vuitanta, obrint-se les portes a un món encara sense explorar, que confirma brillantment el materialisme dialèctic.
Marx va ser un visionari i un avançat al seu temps en molts sentits, però poc se sap d'ell avui en dia, més que pel seu caràcter revolucionari, i per donar nom al corrent marxista, del qual de fet se'l desvincula anys després de la seva mort. Prova de la seva ment visionària és que, avui dia, l'economia més rigorosa s'estudia mitjançant múltiples i diversos models matemàtics, que tracten de modelitzar, valgui la redundància, la realitat socioeconòmica. I això és una cosa en la qual, fins llavors, ningú havia pensant ni gosat intentar. No obstant això, Marx, no curt d'ambició, es va submergir de ple en el món de les matemàtiques, plenament convençut de la possibilitat d'analitzar la realitat social amb el màxim rigor possible, mitjançant les ciències exactes, i tractant realment de crear un mètode amb el qual poder descriure-la i preveure els seus canvis i derives.